# Margret Hofheinz-Döring

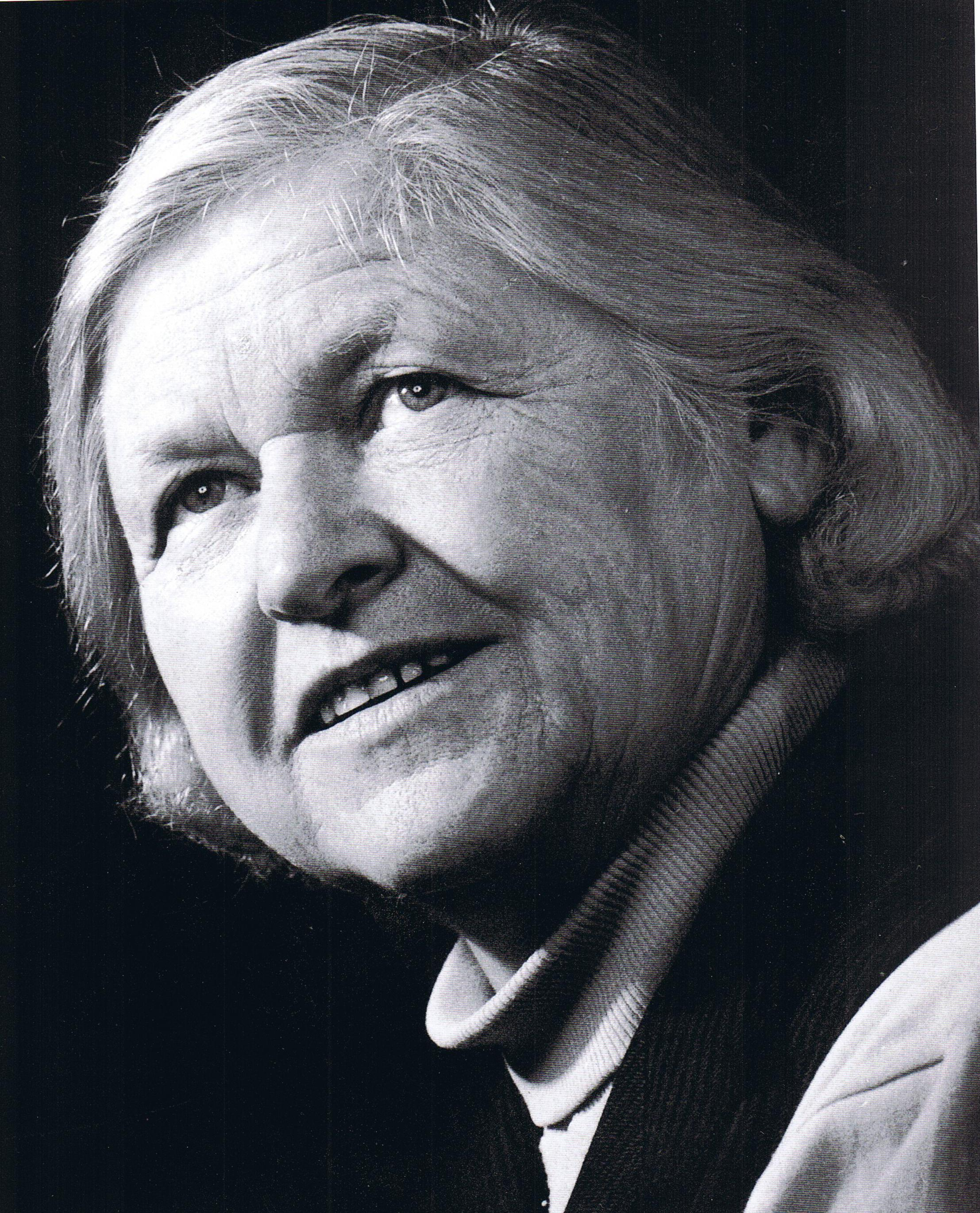
Margret Hofheinz-Döring, etwa 1975

Margret Hofheinz-Döring (* 20. Mai 1910 in Mainz; † 18. Juni 1994 in Bad Boll) war eine deutsche Malerin und Grafikerin. Sie schuf rund 9.000 Bilder, die in mehr als hundert Ausstellungen gezeigt wurden. In ihrer experimentellen „Strukturmalerei“ übermalte sie Stoff-Collagen und den Bildrahmen. Überregional bekannt wurde sie durch mehrere in unterschiedlichen Techniken erarbeitete Bildzyklen zu Goethes Faust.

## Leben
Margret Döring wurde als Tochter des aus Thüringen stammenden Bildhauers und Dichters Franz Döring geboren. Die Mutter, Margret Schirmer, kam aus einer Mainzer Bauernfamilie. Die Familie zog 1912 nach Göppingen, wo die Tochter bis zum Abitur 1929 blieb. Anregungen durch den Vater und durch den Kunsterzieher Gustav Kolb, den Herausgeber der Zeitschrift Kunst und Jugend, bewogen sie, Kunsterzieherin zu werden. Nach einem Semester an der Württembergischen Kunstgewerbeschule, wo sie abstrakte Komposition und Schrift bei Friedrich Hermann Ernst Schneidler lernte, studierte sie ab 1930 an der Staatlichen Akademie der Bildenden Künste. Das Studium schloss sie 1934 mit der ersten Dienstprüfung für das Lehramt an Oberrealschulen ab.

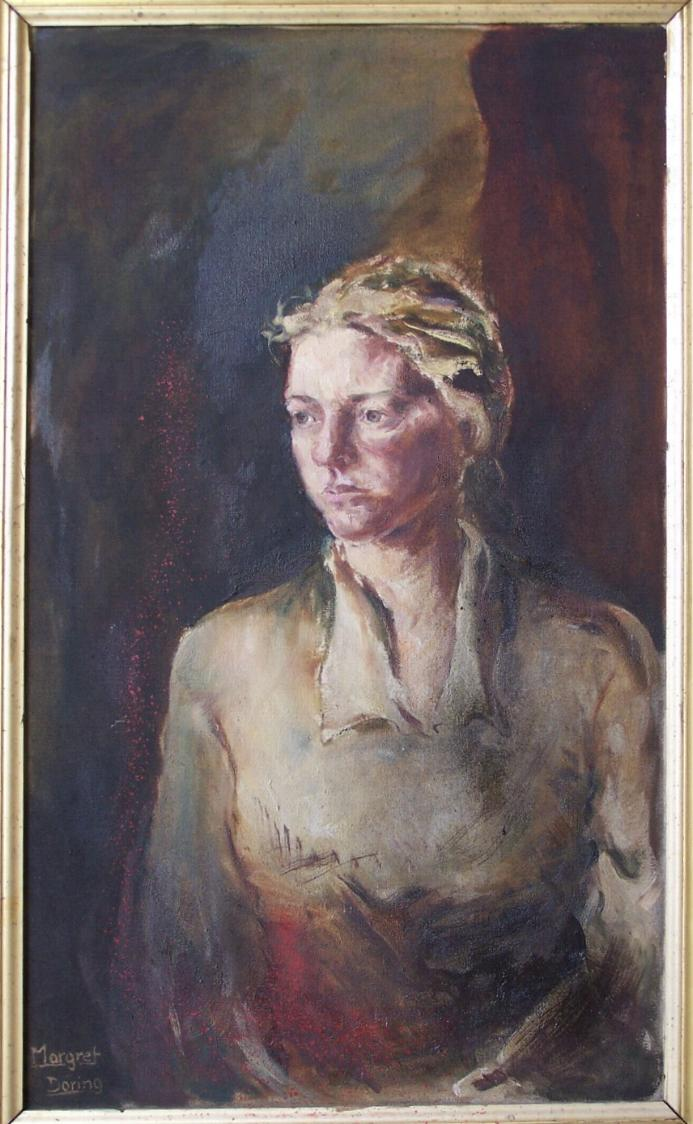
Herta, Öl, 1936

Ab 1934 war sie als Zeichenlehrerin an diversen Gymnasien Württembergs tätig und wandte sich der Porträtmalerei zu. 1939 heiratete sie den Lehrerkollegen und Altphilologen Herbert Hofheinz und hieß nun Margret Hofheinz. 1943 verließ sie vor der Geburt ihrer Tochter den Schuldienst und arbeitete freischaffend. Zunächst lebte die Familie in Baiersbronn. Aus dieser Zeit sind Porträts mit Tochter Brigitte, Landschafts- und Blumenbilder erhalten. Sie illustrierte die Schwarzwaldsagen nach Georg Haag und verfasste ein (nicht veröffentlichtes) Kinderbuch Bärbel schaut in die Welt.
Als Angehörige der „Verschollenen Generation“ konnte sie in den Jahren 1935 bis 1945 und den ersten Nachkriegsjahren ihre Kunst kaum weiterentwickeln.
Die Übersiedlung nach Freudenstadt leitete 1953 eine neue künstlerische Richtung ein. Über eine Frankreich-Reise 1954 schrieb sie später: „Durch mittelalterliche Glasfenster in französischen Domen: intensiver Wunsch, eine ähnliche Wirkung auf dem Gebiet der Tafelmalerei hervorzubringen. Erster Versuch: Hinterglasbilder.“ Eindrücke von Reisen nach Griechenland (1954) und Rom (1963) hielt sie mit dem Zeichenstift fest und verarbeitete sie oft noch lange danach.
Künstlerisch orientierte sie sich an Emil Nolde, Wassily Kandinsky, Paul Klee und Pablo Picasso. „Manchmal werden die Vorbilder Klee und Chagall recht deutlich; doch ist es nur Äußerliches, was die gezähmte Kunst Margaret Hofheinz-Dörings mit ihnen verbindet.“ 1957 wurde sie Mitglied der Freudenstädter Künstlergemeinschaft Das Quadrat, in der man Tendenzen der Modernen Kunst diskutierte. In dieser Zeit wurde sie in ihren Farben und Formen freier. Einfluss hatten dabei Adolf Hölzel und Ida Kerkovius, die sie persönlich kannte.
1964 konnte die 55-jährige ihren Führerschein machen und ein Auto kaufen. Nachdem sie in ihrem Text Drei Grundideen der Kunstausübung ihre Grundsätze skizziert hatte, nannte sie sich Margret Hofheinz-Döring, signierte mit MHD und erstellte ein Werkverzeichnis. In der Kunst-Szene fand sie jetzt Beachtung: Die erste Ausstellung in Stuttgart, 1965, wurde von der Presse interessiert begleitet: „Vor allem scheinen Margret Hofheinz-Döring, die auch als Kunsterzieherin tätig war, Märchenthemen wie ‚Tausendundeine Nacht‘ zu liegen. Da vermag sich ihre Fabulierfreude frei zu entfalten, ihre Neigung auch zur Groteske.“ 1969 richtete sie in Göppingen einen Atelier- und Ausstellungsraum ein.
Ab 1973 hielt Hofheinz-Döring mehrere Vorträge über den „Ursprung einer Idee“ im „Pastoralkolleg Freudenstadt“. 1974 fand eine Ausstellung im Freudenstädter Stadthaus Beachtung in der Presse.

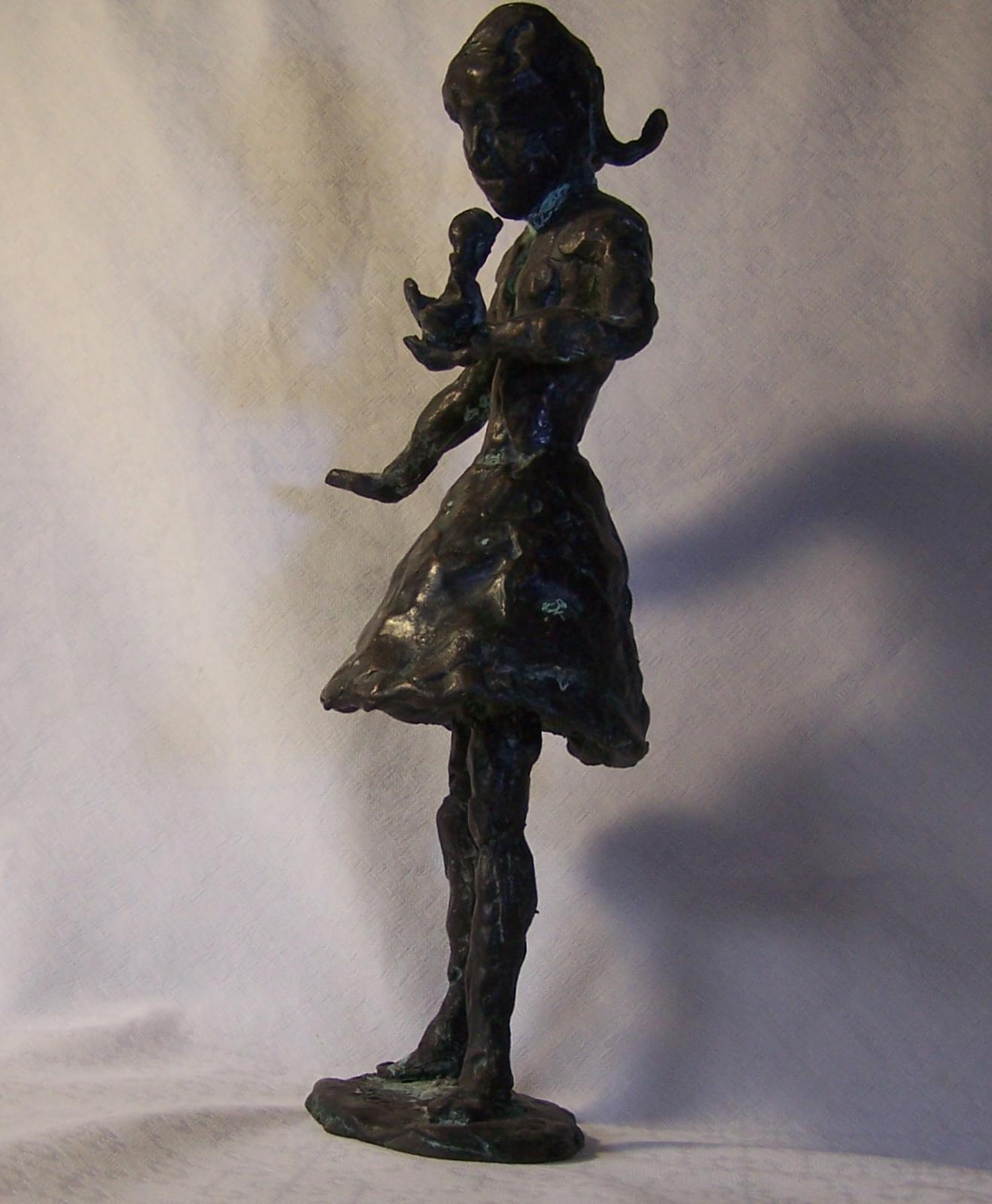
Gänseliesel, Bronze, 1978

Im selben Jahr zog das Ehepaar nach Zell unter Aichelberg. Margret Hofheinz-Döring erkundete die Umgebung mit Autofahrten und zeichnete nahezu alle Orte der neuen Umgebung. In ihrem Atelier formte sie bis zu 25 cm hohe Bronzefiguren wie die Gänseliesel. 1976 war sie auf dem Internationalen Kunstmarkt Düsseldorf vertreten. Gisela Burkamp griff in einem Bericht über 178 Galerien diese und eine zweite Einzelvernissage heraus: „Zu den bemerkenswertesten Einzelvernissagen gehören die Stände der Galerie Haenle, Lauterstein-Weißenstein und der Maltzahn-Gallery, London. Bei Haenle ist es die Malerin Margarete Hofheinz-Döring, deren ungemein poesievolle, sensible Bilder in ihrer eigenwilligen und einzigartigen Technik und Farbnuancierung bestechen.“ Es folgten Reisen in Deutschland, in der Schweiz und in Österreich. 1979 eröffnete ihre Tochter einen Ausstellungsraum in Göppingen-Jebenhausen. Eine Ausstellung in der parlamentarischen Gesellschaft in Bonn, die von Mildred Scheel und Manfred Wörner besucht wurde, bildete den vorläufigen Höhepunkt an öffentlicher Aufmerksamkeit.
Nach dem Tode ihres Ehemannes im Jahre 1983 entstanden häufig ungegenständliche Bilder, die sie kaum mehr überarbeitete und die durch Form und Farbe wirken. Nach einem Herzinfarkt 1990 zeigte sie sich kaum mehr in der Öffentlichkeit, arbeitete jedoch weiterhin. 1994 zog die Malerin in die Altenwohnanlage Bad Boll, wo sie am 18. Juni verstarb.

## Werk

### Techniken

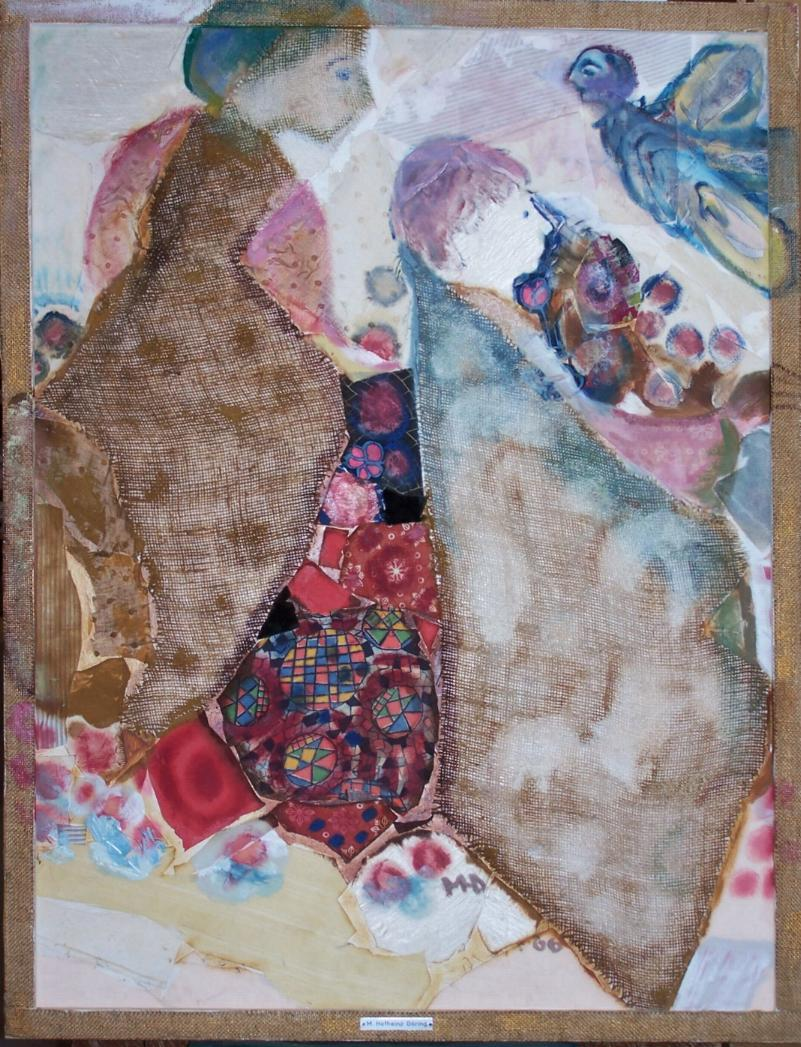
Sommernachtstraum, Strukturbild, 1967

Margret Hofheinz-Döring hat „mit der rechtschaffenen Konsequenz, um nicht zu sagen Rücksichtslosigkeit gegenüber vorgegebenen Meinungen alle künstlerischen Techniken in dieses Oeuvre eingebracht: Ölbilder, Aquarelle, Feder- und Bleistiftzeichnung, Holz- und Linolschnitt, Tempera, Pastell und Mischtechnik.“ Ihre wichtigste Technik, das Malen in Öl, variierte sie vielfältig: pastos oder stark verdünnt; mit reduzierter Palette und vielen Grau- und Brauntönen oder das ganze Farbspektrum verwendend; mit vorgezeichnetem Plan oder intuitiv; auf Leinwand oder auf Hartfaserplatte, Holz, Karton, Papier, sogar auf Styropor. In den späteren Jahren verwendete sie Acrylfarben, jedoch eher zur Grundierung der Ölbilder. „Der unkonventionelle Umgang mit Materialien wie Leinen und Holz kommt in der Ausstellung durch den Einsatz von holzigen Versatzstücken aus einem alten Kleiderschrank sowie durch die Ausdehnung mancher Bilder auf den Rahmen zum Ausdruck.“
Besonders schätzte sie an der Ölmalerei die Möglichkeit, das Bild später umarbeiten zu können, was zu Rahmenübermalungen und zur Strukturmalerei führte. Diese Technik, bei der die Farben von den Stoffen unterschiedlich aufgesaugt werden und sich deshalb oft unerwartet verändern, erzwingt mehrmaliges Überarbeiten. Sie „hob im Bild die Trennung von textiler Kunst und Malerei auf“. In einigen Bildern, so in Aquarellen, verwendete sie Blattgold (anfangs aus Beständen ihres Vaters, der ja Bildhauer war), um Licht-Akzente zu setzen und den Blick des Betrachters zu lenken. Sie erheben „ein Gemälde aus dem Alltäglichen ins märchenhaft Unwirkliche, ja ins Sakrale“.
Aquarellarbeiten zeichnete sie in den ersten Jahren mit Bleistift vor, später improvisierte sie. Durch leuchtende Farben treten Margret Hofheinz-Dörings häufig ungegenständliche Pastellbilder hervor. Angeregt durch Adolf Hölzel und dessen Meisterschülerin Ida Kerkovius, verwendete sie Pastellkreiden auf farbigem Pastellpapier, die sie oft mit Folie überklebte, um die Pigmente zu fixieren. Später arbeitete sie mit ölhaltigen Kreiden, die nicht fixiert werden mussten.
Fast alle ihr wichtigen Themen führte die Künstlerin als Holz- oder Linolschnitte aus. Nachdem ihr diese Technik ab 1974 zu anstrengend geworden war, gestaltete sie Zeichnungen in Tusche, die dann als Offsetdrucke in kleinen signierten Auflagen erschienen.

### Themen

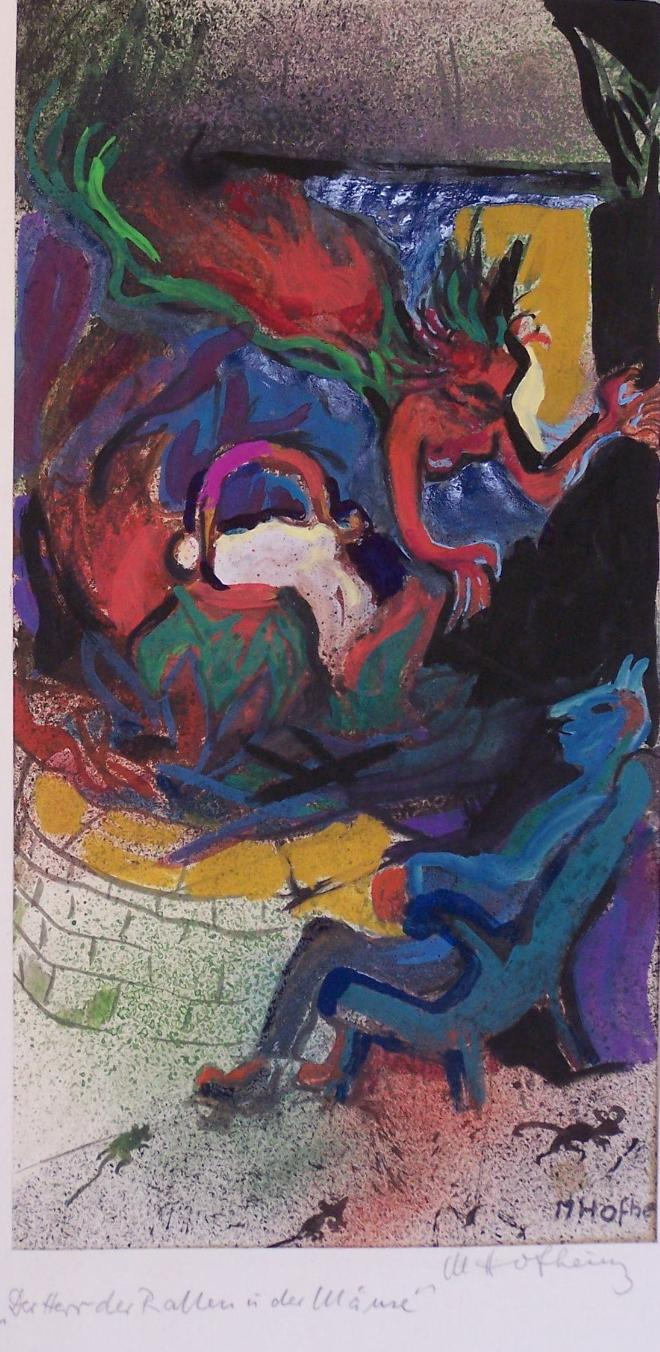
Hexe kommt durch den Schornstein, aus der ersten Serie zu Goethes Faust I, Mischtechnik, 1960

Bis 1953 stand für Margret Hofheinz-Döring die Darstellung der Natur im Mittelpunkt („Schwäbischer Impressionismus“). Porträts, Landschaften, Tiere, Blumen und Stillleben sind bis 1994 immer wieder zu finden, wobei ihre Arbeitsweise im Laufe der Zeit freier und individueller wurde. Das Gegenständliche war ihr Ausgangspunkt für ungegenständliche oder humoristische Bilder. Ebenso wichtig war ihr die Darstellung von Texten und Gedanken. In der Schulzeit waren es Märchen wie Zwerg Nase, an der Akademie die Fußwaschung, nach dem Krieg Murgtalsagen, die sie illustrierte, bzw., von denen sie sich zu Bildern anregen ließ.
Eines ihrer wichtigsten Themen wurde Goethes Faust. Angeregt durch den Faust-Film mit Gustaf Gründgens beschäftigte sie sich intensiv mit dem Thema. Der Faust-Sammler Karl Theens wurde auf sie aufmerksam und organisierte Ausstellungen im Wilhelmspalais in Stuttgart und im Rathaus Rothenburg o. T. Osman Durrani widmete Margret Hofheinz-Döring in seinem Buch über Faust-Rezeptionen einen eigenen Abschnitt und hebt hervor: „Sie ist eine der wenigen Künstler, die einen großen Teil ihres Lebens der Gestaltung des Faust-Themas widmeten […] Im Unterschied zu anderen ist ihr Zugang nicht von dem Versuch bestimmt, das Drama nachzuerzählen oder Darsteller auf der Bühne zu zeigen.“ Auf eine erste Reihe in Mischtechnik, welche die Szenen nacherzählt, folgten eine Serie in Aquarell mit Tusche, in der die Titel kalligraphisch eingebaut sind. In einer dritten, stark abstrahierten Aquarell-Serie verzichtete die Künstlerin auf diese Hinweise. Fast gleichzeitig entstanden abstrakte Kompositionen in Pastelltechnik zu Faust II. Später kamen druckgraphische Arbeiten, zu einzelnen Themen auch Öl- und Strukturbilder, dazu.
Das Parzival-Thema regte sie zu mehreren Reihen von Bildern an. „Beim Lesen von Parzival nach Wolfram von Eschenbach, dessen Entwicklung von sehr vielen Personen beeinflusst wurde, bemerkte ich immer wieder, daß ich die dargestellten Typen bereits auf Bildern dargestellt hatte.“

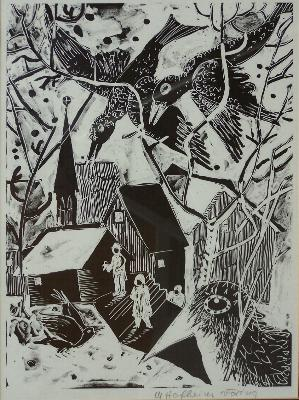
Zeichnung zum Gedicht Vereinsamt (nach Nietzsche), 1978

Einzelne Themen der Bibel verarbeitete sie in Arbeiten wie Fußwaschung, das Abendmahl (Öl), das Gleichnis vom Senfkorn (Federzeichnung), Ahasver und Esther (Tuschpinselzeichnung).
Ein Beispiel für Bilder zu Gedichten (von Hölderlin, Nietzsche und vor allem Hesse) ist das in Zusammenarbeit mit Stephanie Kemper entstandene Bändchen Bilder und Gedichte.
Limericks, die sie als „verwandt in Rhythmus und Form“ empfand, wurden Thema für eine ganze Reihe ihrer Strukturbilder. „Beide im Grunde irrational und doch mit schmunzelndem Mitgefühl für Tragik und Komik menschlicher Unzulänglichkeit.“
Ungegenständliche Bilder haben ab 1953 und bis zu ihrem letzten Bild 1994 großen Anteil an ihrem Werk. Zu nennen sind vor allem ihre Pastellbilder, ferner abstrakte Kompositionen in Öl-, Aquarell- oder Mischtechniken, die mitunter dennoch gegenständliche Assoziationen hervorrufen und oft weiter entwickelt wurden zu gemalten Märchen und Fabeln, zu Geschichten über Menschen, über Mensch und Tier, Mensch und Pflanzen.
1966 wurde die Malerin bei Besuchen im Linden-Museum Stuttgart auf exotische Masken aufmerksam. Vor Ort angefertigte Zeichnungen kolorierte sie später und gestaltete sie mit gespritzter Farbe oder Tusche. In den folgenden Jahren tauchen Masken immer wieder in ihrem Werk auf; entweder als übergroße Strukturbilder oder in Bildern, die Beziehungen zwischen Menschen zum Thema haben.

## Ehrungen
- 1990: Pflanzung einer Linde; Gemeinde Zell.[25]

## Ausstellungen (Auswahl)
Die erste Einzelausstellung von Margret Hofheinz-Döring fand 1931 im Germania-Saal in Göppingen statt.
Ab 1965 hatte sie jedes Jahr mindestens eine Ausstellung.
Einzelausstellungen
- 1969: Ludwigsburg, Galerie Voelter; Zürich, Galerie Kirchgasse; Rothenburg, Rathaus
- 1970: Göppingen, Stadthalle; Frankfurt, Galerie Goldbach; Erlangen, Siemens-Galerie
- 1972: Sindelfingen, Rathaus; Mainz, Blütenhaus des Stadtparks; Dornach, Goetheanum; Stuttgart, Wilhelmspalais
- 1975: Bad Boll, Evangelische Akademie; Wiesbaden, Galerie Christa Moering; Bückeburg, Galerie Harmening
- 1979: Bonn, Villa Dahm (Parlamentarische Gesellschaft); Zürich, Bircher-Benner-Klinik
- 1982: Ulm, Künstlergilde
- 1985: Göppingen, Stadthalle; Freudenstadt, Stadthaus
- 1992: Potsdam, Galerie am Neuen Palais
- 1995: Weimar, Galerie Markt 21
- 1997: Bad Berleburg, Museum der Stadt; Zell unter Aichelberg, Gedenk-Raum für Margret Hofheinz-Döring im Rathaus
- 1999: Knittlingen, Faustmuseum / Steinhaus
- 2000: Potsdam, Galerie am Neuen Palais
- ab 2000: Göppingen, Galerie Brigitte Mauch
- 2003: Bruneck, Galerie Lenka T.[26]
- 2010: Göppingen, Rathaus

Beteiligung an Gruppenausstellungen
- 1934: Göppingen
- 1951: Baiersbronn
- ab 1957: Ausstellungen der Freudenstädter Künstlergruppe Quadrat
- 1991: Ehingen, Galerie Schloss Mochental: Künstlerinnen aus Baden-Württemberg
- 1995: Karlsruhe, Städtische Galerie im Prinz-Max-Palais: Frauen im Aufbruch? Künstlerinnen im deutschen Südwesten 1900-1945

Sammlungen
Arbeiten der Künstlerin finden sich unter anderem in der Staatsgalerie Stuttgart, im Schiller-Nationalmuseum Marbach, in der Galerie der Stadt Stuttgart, im Städtischen Kunstmuseum Spendhaus in Reutlingen, in der Sammlung des Landes Baden-Württemberg und in der Bundeskunstsammlung. Öffentlich zugänglich sind ihre Bilder unter anderem im Kreiskrankenhaus Göppingen, im Werner-Heisenberg-Gymnasium Göppingen, im Kurhaus Freudenstadt, im Rathaus Zell unter Aichelberg sowie in der Altenwohnanlage Bad Boll.